# Antinationale situationniste
L'antinationale situationniste fut créée en 1974 (référence souhaitée), deux ans après la dissolution de l'Internationale situationniste, et comprenait quelques membres de cette dernière.
Il y eut une seule édition du journal du même nom. 
Membres de l'Antinationale situationniste :
- Jørgen Nash
- Jeppesen Victor Martin
- Patrick O'Brien
- Tom Krojer
- Ambrosius Fjord (un cheval)
- Andres King
- Yoshio Nakajima
- Liza Menue
- Heimrad Prem
- Mette Aarre
- Heinz Frietag
- Liz Zwick
- Novi Margni
- Helmut Sturm
- Maiko Bruneau